# Dasypterus ega
El murciélago amarillo o murciélago leonado (Dasypterus ega) es una especie de murciélago de la familia de los vespertiliónidos.  Es nativo de América del Sur, América Central y América del Norte, habitando desde el Valle del río Grande en Texas en los Estados Unidos hasta Argentina.  Esta especie se aloja en árboles y vegetación. En Texas, sus sitios de morada preferidos son las "polleras" frondosas de palmeras naturales y ornamentales, tales como  Sabal mexicana y Washingtonia robusta. Estos son conjuntos de frondas muertas contra el tronco y proveen un hábitat oscuro que es el preferido por los murciélagos.  Las palmeras también alojan insectos, de los cuales se alimentan los murciélagos.
El murciélago amarillo es una especie nocturna, que se alimenta durante una o dos horas luego de la puesta del sol de insectos voladores pequeños y medianos. Por lo general se alimentan en cercanías de su sitio, y se desplazan apenas lo suficiente para conseguir agua.